# Piipiönrivier
De Piipiönrivier (Zweeds: Piipiönjoki) is een rivier, die stroomt in de Zweedse  gemeente Pajala. Het is geen zelfstandige rivier. Op de plaats waar Lainiorivier en Torne samenvloeien is een delta ontstaan. Vanuit de Torne, die hier zuidoostwaarts stroom loopt een zijtak, de Piipiönrivier, rechtdoor oostwaarts stroomt. Na 4 kilometer wordt dat water opgenomen in de Lainiorivier. Deze mondt 4 kilometer verder uit in diezelfde Torne.
Afwatering: Piipiönrivier → Lainiorivier → Torne → Botnische Golf